# Phnum Dei (gmina)
Phnum Dei (khm. ឃុំភ្នំដី) – gmina (khum) w północno-zachodniej Kambodży, we wschodniej części prowincji Bântéay Méanchey, w dystrykcie Phnum Srok.

## Miejscowości
- Phnom Dei
- Ponley
- Kouk Seh
- Thnal Dach
- Bos Sbov
- Trapeang Prei
- Kamping Puoy
- Spean Kmeng
- Trang
- Khchay